# Bahnhof Gehrden

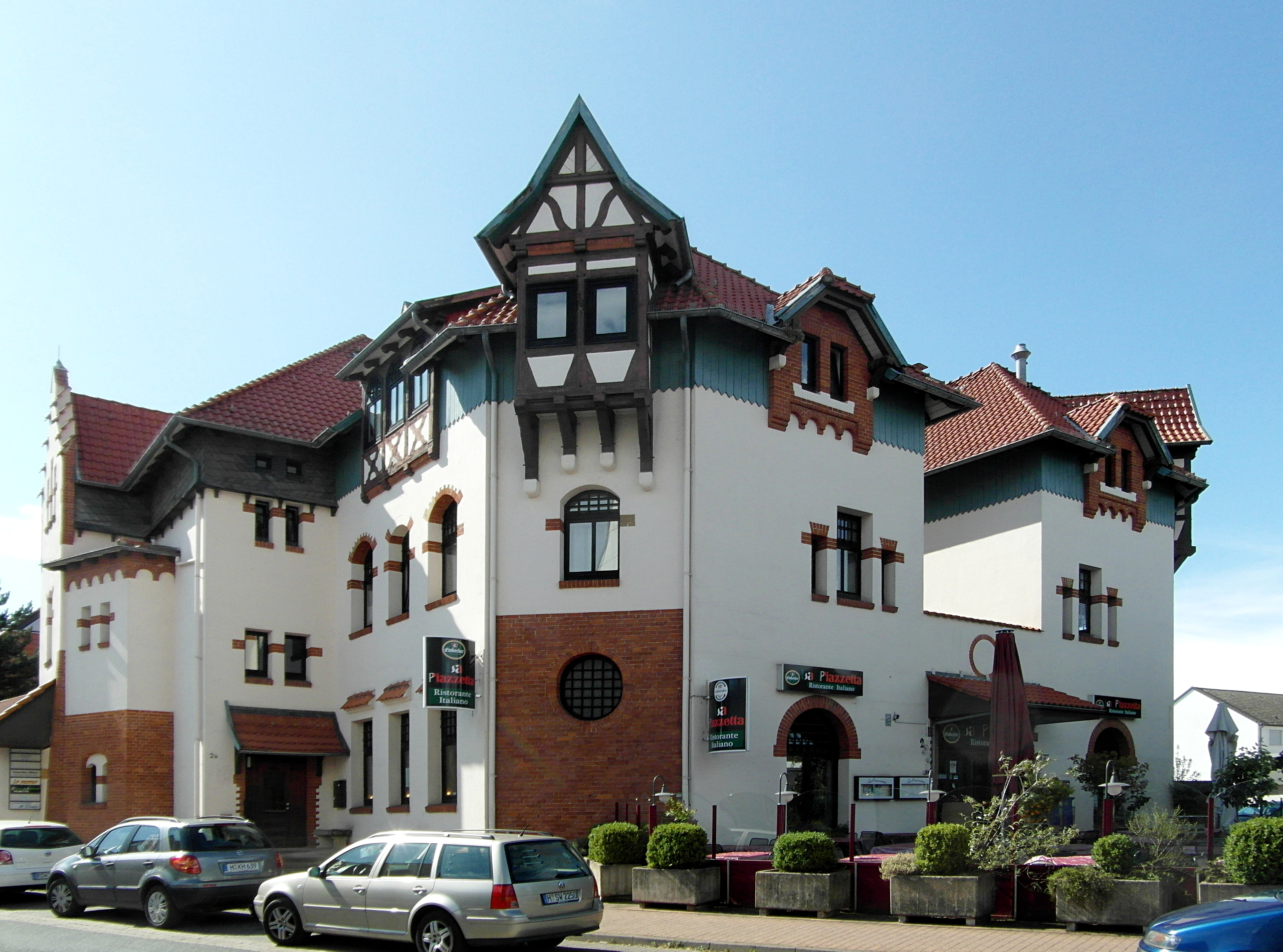
Gebäude des früheren Gehrdener Bahnhofs, Die Fahrzeughalle lag quer hinter dem Gebäude. Rechts führten die Gleise nach Barsinghausen, links zum Gehrdener Berg, die Strecke aus Hannover kam aus der Blickrichtung.

Der Bahnhof Gehrden ist ein denkmalgeschütztes Gebäude in Gehrden in Niedersachsen. Es wurde um 1898 als Verwaltungsgebäude und Straßenbahndepot  der Überlandstraßenbahn zwischen Hannover und Gehrden errichtet. Heute wird es als Gastronomiebetrieb und für Wohnzwecke genutzt.

## Beschreibung
Das Gebäude ist ein zweigeschossiger Putzbau mit Ziegelgliederung und Drempel in Fachwerk. Durch seine Lage und Gestaltung ist es prägend für das Stadtbild.
Das Gebäude entstand, als die Straßenbahn Hannover AG (ab 1921: ÜSTRA) die Straßenbahnstrecke nach Gehrden und Barsinghausen erbaut hatte. Im Personenverkehr verkehrte hier die Linie 10. Das Gebäude wurde früher auch als „Zentrale“ (wegen des Umspannwerkes) oder „Gehrden-Betriebshof“ bezeichnet. Westlich angebaut war ein zehngleisiges Hallengebäude mit einem Sheddach zum Abstellen von Straßenbahnen. Außerdem gab es einen Güterschuppen und eine Umformerstation.
1953 wurde nach der Einstellung des Personenverkehrs und des Güterverkehrs von Gehrden nach Barsinghausen und der Bahnhof für die Unterstellung von Bussen umgebaut, 1961 wurde er nach Einstellung der Straßenbahn zwischen Empelde und Gehrden für die Straßenbahn stillgelegt. Bis 1974 waren noch Busse in der Halle abgestellt. Danach wurden die Hallen und Nebengebäude abgerissen. Bis 1982 wurde das Grundstück mit Wohngebäuden überbaut.
Auf der gegenüberliegenden Straßenseite befindet sich das frühere Bahnhofsrestaurant Gehrden, das um 1900 als Bahnhofs-Restauration für 240 Gäste erbaut wurde. Wenige Meter entfernt davon liegt das ebenfalls denkmalgeschützte ehemalige Spritzenhaus Türmchen, das seit 1976 als Gaststätte dient.

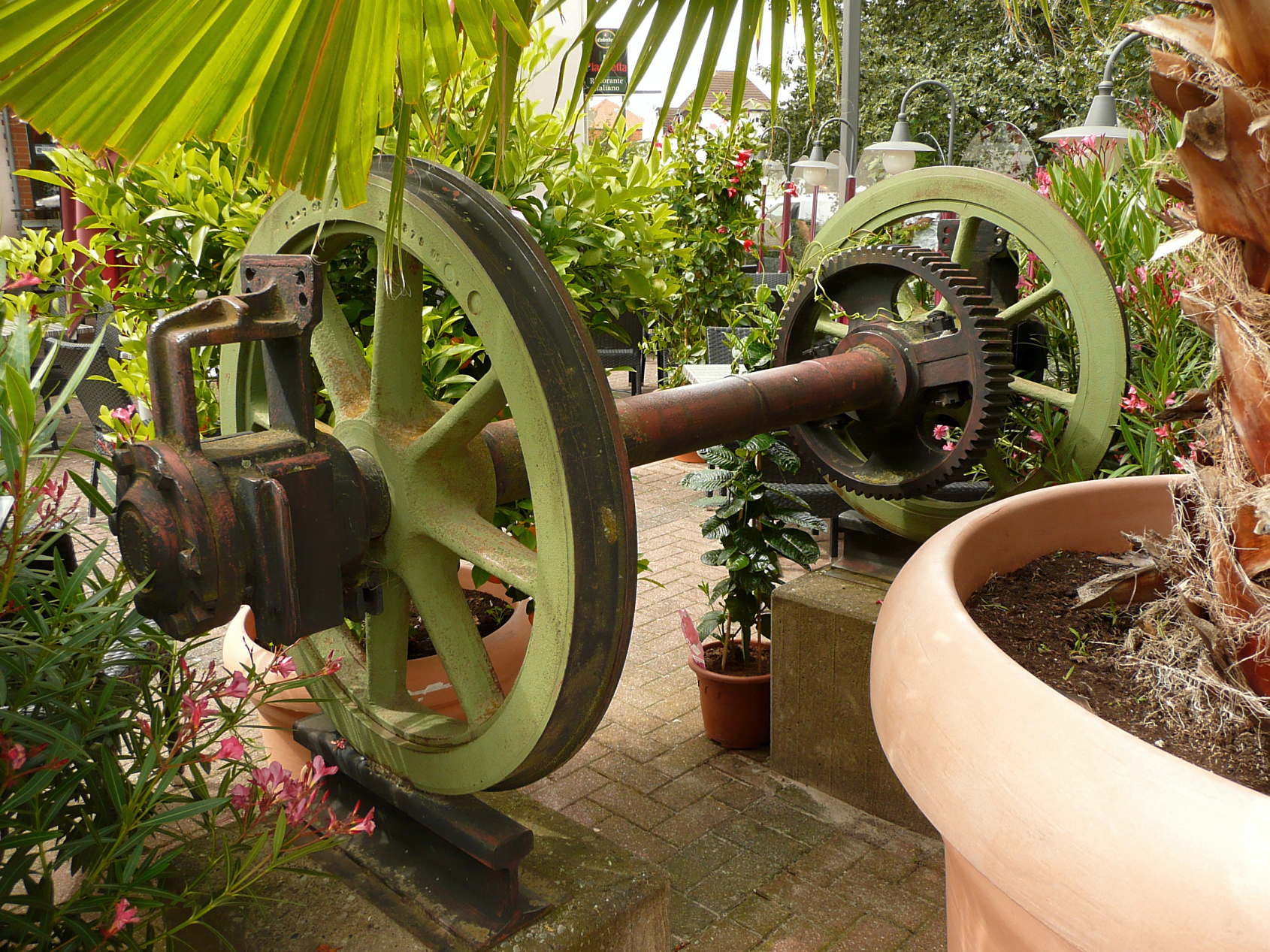
Am früheren Bahnhofsgebäude ausgestellte Achse einer Straßenbahn